# Khargone
Khargone è una suddivisione dell'India, classificata come municipality, di 86.443 abitanti, capoluogo del distretto di Khargone, nello stato federato del Madhya Pradesh. In base al numero di abitanti la città rientra nella classe II (da 50.000 a 99.999 persone).

## Geografia fisica
La città è situata a 21° 49' 0 N e 75° 35' 60 E e ha un'altitudine di 253 m s.l.m..

## Società

### Evoluzione demografica
Al censimento del 2001 la popolazione di Khargone assommava a 86.443 persone, delle quali 44.858 maschi e 41.585 femmine. I bambini di età inferiore o uguale ai sei anni assommavano a 13.473, dei quali 7.032 maschi e 6.441 femmine. Infine, coloro che erano in grado di saper almeno leggere e scrivere erano 57.388, dei quali 33.501 maschi e 23.887 femmine.